# 1862 a vasúti közlekedésben
Ez a szócikk a 1862-ben történt vasúti eseményeket mutatja be.

## Események a világban

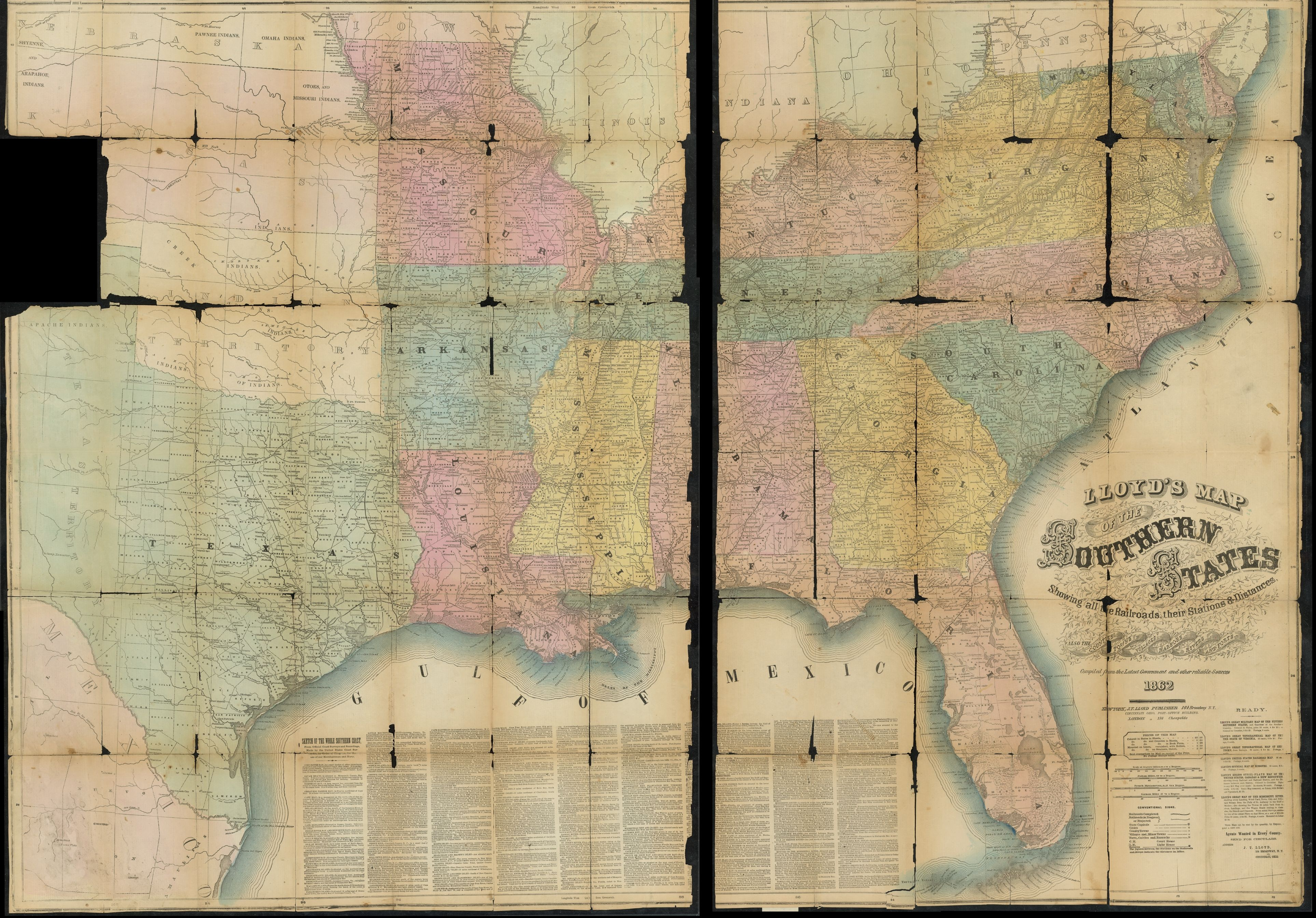
Lloyd's Map of the Southern States Showing All the Railroads, their Stations and Distances, 1862

- február 13. – az Osztrák Államvasút módosítja alapszabályzatát.

## Események Magyarországon
Az év végén a vasúthálózat hossza 1903 km.

### Határozott dátumú események
- június 8. – a Gazdasági Lapok közli azt az emlékiratot, amelyet az OMGE dolgozott ki a magyarországi vasúthálózatról.
- augusztus 10. – Balatoni különvonat indul a Déli Vasút budai indóházából

### Határozatlan dátumú események
- az év folyamán